# Kyle Soller
Kyle Soller (Bridgeport, Estats Units, 1 de juliol de 1983) és un actor de cinema, escenari i televisió estatunidenc. Els seus reconeixements inclouen un Olivier Award i tres Evening Standard Theatre Awards. Ha aparegut en diverses pel·lícules, com Anna Karenina i Marrowbone, i va guanyar un premi Olivier al millor actor per la seua actuació a The Inheritance, presentada al Young Vic Theatre el 2018.

## Primers anys
Soller va néixer l'1 de juliol de 1983 a Bridgeport, Connecticut, i es va criar a Alexandria, Virgínia. Va assistir al College of William & Mary, on es va llicenciar en història de l'art. Durant el seu tercer any d'estudis, va passar un semestre a l'estranger estudiant a la Royal Academy of Dramatic Art (RADA) de Londres, i se li va oferir l'admissió a l'acadèmia. Soller va deixar el College of William & Mary i es va traslladar a Londres per completar els seus estudis a la RADA.

## Carrera
Sóller va actuar en diverses obres de teatre després de graduar-se a la RADA el 2008, i el seu gran any va arribar el 2011, on va protagonitzar The Glass Menagerie al Young Vic, The Government Inspector també al Young Vic i The Faith Machine al Royal Court Theatre. Basant-se en aquestes actuacions, va guanyar el premi Evening Standard Theatre al millor nouvingut.
El 2012, Soller va protagonitzar l'èxit del West End A Long Day's Journey into Night d'Eugene O'Neill amb David Suchet, Laurie Metcalf i Trevor White a l'Apollo Theatre, i a la producció de la Roundabout Theatre Company de Cyrano de Bergerac com a Christian al American Airlines Theatre de Nova York.
Soller va aparéixer a la comèdia Bad Education de la BBC Three com el nou professor Mr Schwimer. El 2016 va aparéixer a Poldark de la BBC One, interpretant el cosí de Ross, Francis, i a The Hollow Crown, en el paper de Clifford. Va interpretar Scotty, un expert en apocalipsis, al drama de comèdia de Sky 1 You, Me and the Apocalypse. El 2015, va aparéixer com a Gerald Croft a la guardonada adaptació de la BBC de An Inspector Calls d'Helen Edmundson.